# SummerSlam 2006
SummerSlam 2006 è stata la diciannovesima edizione dell'omonimo evento in pay-per-view prodotto annualmente dalla World Wrestling Entertainment. L'evento si èsvolto il 20 agosto 2006 al TD Banknorth Garden di Boston.

## Storyline
Nella puntata di Raw del 3 luglio, Edge sconfisse il WWE Champion Rob Van Dam e John Cena in un Triple Threat match conquistando così il WWE Championship per la seconda volta. La settimana dopo, a Raw, Cena sconfisse Shelton Benjamin e attaccò Edge, il quale si difese colpendolo con una Spear. Nella puntata di Saturday Night's Main Event del 15 luglio Cena affrontò Edge per il WWE Championship ma vinse l'incontro per squalifica a causa dell'intervento della ragazza di Edge, Lita; nel post match, però, Cena colpì Edge con una F-U sul tavolo dei commentatori. Venne dunque sancito un rematch titolato tra i due per SummerSlam, con la stipulazione che se Edge avesse perso per squalifica avrebbe perso anche il WWE Championship.
Il 23 luglio, a The Great American Bash, King Booker sconfisse Rey Mysterio conquistando il World Heavyweight Championship, mentre Batista venne sconfitto per squalifica da Mr. Kennedy. Mesi prima, inoltre, Batista aveva dichiarato di voler riconquistare il World Heavyweight Championship, titolo che non aveva mai perso avendolo reso vacante per un infortunio. Nella puntata di SmackDown! dell'11 agosto Batista ringraziò King Booker per avergli tenuto il titolo, dato che se lo sarebbe riconquistato. Venne dunque sancito una match tra i due per SummerSlam con in palio appunto il World Heavyweight Championship.
A The Great American Bash, Rey Mysterio perse il World Heavyweight Championship contro King Booker a causa del tradimento di Chavo Guerrero. Nella puntata di SmackDown! successiva, Chavo giustificò il gesto dicendo di essere stufo del fatto che Mysterio continuasse ad imitare suo zio, il defunto Eddie Guerrero. Mysterio e Chavo si sarebbero dunque affrontati a SummerSlam, con Vickie Guerrero (vedova di Eddie) che non sapeva da quale parte stare.
Nella puntata della ECW del 25 luglio Sabu chiese un match contro Big Show per l'ECW World Championship ma il General Manager Paul Heyman declinò la sua richiesta. Quella sera Big Show difese con successo il titolo contro Kane e Sabu attaccò il campione con una sedia. La settimana dopo, tuttavia, Heyman negò nuovamente il match a Sabu e questi, in risposta, attaccò nuovamente Big Show con la sua Arabian Facebuster. Durante un live event dell'11 agosto, Big Show difese con successo il titolo contro Rob Van Dam. Nella puntata della ECW del 15 agosto Sabu e Van Dam si affrontarono in un Ladder match con in palio la possibilità di sfidare Big Show a SummerSlam per l'ECW World Championship; Sabu vinse il match, ma sia lui che Van Dam vennero attaccati da Big Show con una Chokeslam.
Nella puntata di Raw del 19 giugno, Triple H e Shawn Michaels riformarono ufficialmente la D-Generation X portando avanti la faida contro la Spirit Squad, Vince McMahon e suo figlio Shane. A Vengeance, Triple H e Michaels sconfissero l'intera Spirit Squad  (Johnny, Kenny, Mikey, Mitch, Nicky) in un 5-on-2 Handicap match. Dopo essersi sbarazzati della Spirit Squad, HHH e HBK sfidarono Vince e Shane ad un Tag Team match per SummerSlam.

## Evento
Prima della messa in onda dell'evento, Carlito sconfisse Robért Conway dopo l'esecuzione del Backcracker.

### Match preliminari
L'evento si aprì con il match tra Chavo Guerrero e Rey Mysterio. Dopo un batti e ribatti, Mysterio eseguì una hurricanrana su Guerrero per poi colpirlo con la 619. Mysterio tentò poi la West Coast Pop ma Guerrero la evitò; tuttavia questi venne colpito da un'altra hurricanrana di Mysterio. In seguito Vickie Guerrero si presentò a bordo ring per cercare di fermare sia Chavo che Mysterio, schiaffeggiando il primo. Nonostante l'intervento di Vickie, i due continuarono a combattere con Mysterio che colpì Chavo con una headscissor e con i Three Amigos. Mysterio salì poi sulla terza corda del ring per eseguire una manovra aerea ai danni di Chavo, però Vickie lo fece cadere. Chavo colpì quindi Mysterio con un brain buster per poi eseguire la Frog Splash, che gli valse la vittoria.
Il secondo match della serata fu l'Extreme Rules match per l'ECW World Championship tra il campione Big Show e lo sfidante Sabu. Durante le fasi iniziali dell'incontro, Sabu si portò in vantaggio dopo che colpì violentemente Big Show al volto con delle sedie d'acciaio. Sabu eseguì poi l'Arabian Facebuster su Big Show e lo schienò; tuttavia ottenne solamente un conto di due. In seguito Sabu eseguì un leg drop dalla terza corda, colpendo il volto di Big Show con una sedia, per poi collocare un tavolo in un angolo del ring. Big Show tentò di eseguire la Chokeslam, ma Sabu lo colpì con un colpo basso per poi schiantarlo attraverso il tavolo dopo l'esecuzione di un running face slam. Successivamente Big Show reagì eseguendo un electric chair drop su Sabu per poi colpirlo con una vader bomb dalla terza corda. Big Show portò poi sul ring due gradoni d'acciaio su cui vi poggiò un tavolo, avendo quindi l'intenzione di schiantarci Sabu attraverso; tuttavia questi contrattaccò schiantando lo stesso Big Show attraverso il medesimo tavolo dopo l'esecuzione di una DDT. Nel finale Big Show bloccò al volo una manovra aerea di Sabu per poi schiantarlo attraverso un altro tavolo con una Chokeslam, che gli valse la vittoria e il mantenimento del titolo.
Il match seguente fu tra Hulk Hogan e Randy Orton. Orton controllò gran parte dell'incontro colpendo ripetutamente il ginocchio infortunato di Hogan. In seguito Hogan reagì per poi tentare il Big Boot, ma Orton evitò la manovra per poi colpire Hogan con la RKO. Orton schienò Hogan, il quale appoggiò un piede sulle corde del ring per interrompere lo schienamento. L'arbitro non se ne accorse e inizialmente diede la vittoria a Orton ma, dopo aver visto il replay, fece ripartire la contesa. Hogan eseguì il Big Boot su Orton per poi colpirlo con il Leg Drop e vincere il match.
Il quarto match dell'evento vide Ric Flair e Mick Foley affrontarsi in un "I Quit" match. Durante le fasi iniziali del match, Foley applicò immediatamente la Mandible Claw su Flair ma questi non si arrese. Foley avvolse quindi del filo spinato attorno alla sua mano per tentare un'altra Mandible Claw, però Flair contrattaccò con un colpo basso per poi colpire Foley con il filo spinato. I due si spostarono successivamente all'esterno del ring, dove Foley colpì Flair al volto con un tavolo ricoperto di filo spinato aprendogli così una vistosa ferita alla fronte. Dopo che Flair si rifiutò di arrendersi, Foley rovesciò delle puntine da disegno sul ring per poi sbatterci sopra lo stesso Flair con una body slam. In seguito Flair reagì e colpì violentemente Foley al volto con una mazza di filo spinato per obbligarlo alla resa, che lo stesso Foley rifiutò. Dei medici arrivarono a bordo ring per sincerarsi delle condizioni di Foley; tuttavia Flair continuò a colpirlo con una violenza inaudita sfruttando la mazza di filo spinato. Nel finale Melina corse sul ring in aiuto di Foley e, prima che Flair potesse colpirla con la mazza di filo spinato, lo stesso Foley si arrese per proteggerla, dando così la vittoria al Nature Boy.

### Match principali
Il match che seguì fu quello valevole per il World Heavyweight Championship tra il campione King Booker e lo sfidante Batista. Durante le fasi iniziali dell'incontro, Batista eseguì una spinebuster su Booker per poi tentare la Batista Bomb; tuttavia il campione in carica rotolò fuori dal ring per evitare la manovra. In seguito Queen Sharmell distrasse l'arbitro, permettendo così a Booker di colpire Batista in pieno volto con uno scettro, che si frantumò, per poi rilanciarlo all'interno del quadrato e schienarlo; tuttavia Batista si liberò dallo schienamento dopo un conto di due. Booker eseguì poi un Missile Dropkick su Batista per poi colpirlo con la Book-End, che gli valse solamente un conteggio di due. Booker tentò quindi lo Scissors Kick ma Batista contrattaccò eseguendo una suplex powerslam, andando vicino alla vittoria. Batista tentò poi la Batista Bomb però Sharmell lo colpì illegalmente, facendogli vincere il match per squalifica. Dato ciò, nonostante Batista abbia vinto, Booker rimase campione.
Nel sesto match della serata la D-Generation X (Triple H e Shawn Michaels) affrontò Mr. McMahon e Shane McMahon. Prima dell'inizio dell'incontro, la Spirit Squad (Kenny, Mikey, Mitch, Johnny e Nicky) interferì a favore dei McMahon; tuttavia la DX attaccò ogni membro della stable per poi rispedirli nel backstage. In seguito Mr. Kennedy, Finlay, William Regal e l'ECW Champion Big Show attaccarono Triple H e Michaels, i quali subirono rispettivamente una Chokeslam attraverso un tavolo dei commentatori (HHH) e una chokeslam backbreaker (HBK) da parte dello stesso Big Show. A questo punto, il match iniziò con Vince e Shane in completo controllo della contesa. I McMahon eseguirono prima un Hart Attack su Michaels e poi una Doomsday Device sempre ai danni di quest'ultimo; Shane schienò poi Michaels ma questi si liberò al conteggio di due. Dopo aver colpito sia Vince che Shane con una double clothesline, Michaels diede il cambio a Triple H che colpì Vince con una clothesline per poi eseguire una spinebuster su Shane. Mentre la DX stava controllando la contesa, Umaga interferì in favore dei McMahon e, sfruttando la distrazione che il suo manager Armando Alejandro Estrada causò all'arbitro, colpì prima Michaels con un superkick e poi Triple H con il Samoan Spike. Successivamente Kane arrivò sul ring per attaccare Umaga; i due rientrarono poi nel backstage scambiandosi duri colpi. Vince tentò dunque lo schienamento nei confronti di Triple H, ma questi si liberò al conteggio di due. Data la frustrazione, Vince si accanì sull'arbitro e lo mise KO. In seguito Vince portò Triple H in angolo del ring per poi porgli sul viso un bidone dell'immondizia, invitando Shane ad eseguire il Coast to Coast. Shane tentò la manovra, ma venne colpito in mezz'aria dalla Sweet Chin Music di Michaels. Triple H colpì quindi Vince al volto con il bidone, permettendo a Michaels di eseguire su di lui la Sweet Chin Music. Triple H colpì poi lo stesso Vince con il Pedigree e lo schienò per vincere il match.
Il main event fu il match per il WWE Championship tra il campione Edge e lo sfidante John Cena. Durante le fasi iniziali dell'incontro, Cena controllò la contesa dopo l'esecuzione di un belly to belly suplex ai danni di Edge. In seguito, Edge si portò in vantaggio dopo aver applicato delle chokehold su Cena per poi colpirlo con una flying clothesline. Dopo che Cena eseguì un bulldog su Edge, Lita tentò di colpire lo stesso Cena con una sedia; tuttavia Edge la fermò poiché se avesse perso per squalifica, avrebbe perso anche il titolo. Cena colpì quindi Edge con il Five Knuckle Shuffle per poi tentare la F-U che venne però rovesciata dallo stesso Edge in una Edgecution, la quale valse solamente un conteggio di due. Successivamente Edge tentò la Spear ma Cena contrattaccò la manovra applicando la STFU sul campione in carica, il quale riuscì poi a liberarsi toccando le corde del ring. Mentre l'arbitro stava ordinando a Cena di interrompere la presa, Lita passò un tirapugni nelle mani di Edge. Edge provò a colpire Cena ma questi si caricò sulle spalle sia lui che Lita, la quale stava cercando di interferire, per tentare la F-U su entrambi. Cena eseguì prima la F-U ai danni di Lita e poi tentò di eseguirla anche su Edge; tuttavia, mentre l'arbitro stava soccorrendo Lita, lo stesso Edge contrattaccò colpendo Cena al volto con il tirapugni. Edge schienò dunque Cena per vincere il match e conservare il titolo.

## Risultati
| #    | Incontri                                                                 | Stipulazioni                                       | Durata |
| ---- | ------------------------------------------------------------------------ | -------------------------------------------------- | ------ |
| Dark | Carlito ha sconfitto Rob Conway                                          | Single match                                       | 06:40  |
| 1    | Chavo Guerrero ha sconfitto Rey Mysterio                                 | Single match                                       | 11:01  |
| 2    | Big Show (c) ha sconfitto Sabu                                           | Extreme rules match per l'ECW World Championship   | 08:30  |
| 3    | Hulk Hogan ha sconfitto Randy Orton                                      | Single match                                       | 10:56  |
| 4    | Ric Flair ha sconfitto Mick Foley                                        | "I quit" match                                     | 13:14  |
| 5    | Batista ha sconfitto King Booker (c) (con Queen Sharmell) per squalifica | Single match per il World Heavyweight Championship | 10:26  |
| 6    | Shawn Michaels e Triple H hanno sconfitto Shane McMahon e Vince McMahon  | Tag team match                                     | 13:01  |
| 7    | Edge (c) (con Lita) ha sconfitto John Cena                               | Single match per il WWE Championship               | 15:41  |